# Zavat (samhälle i Bosnien och Hercegovina)
Zavat är ett samhälle i Bosnien och Hercegovina.   Det ligger i entiteten Republika Srpska, i den sydöstra delen av landet, 60 km sydost om huvudstaden Sarajevo. Zavat ligger 1 075 meter över havet och antalet invånare är 118.
Terrängen runt Zavat är bergig västerut, men österut är den kuperad. Närmaste större samhälle är Foča, 12,3 km nordväst om Zavat. 
Omgivningarna runt Zavat är en mosaik av jordbruksmark och naturlig växtlighet. Runt Zavat är det ganska tätbefolkat, med 62 invånare per kvadratkilometer.